# Mercedes-Benz W 23

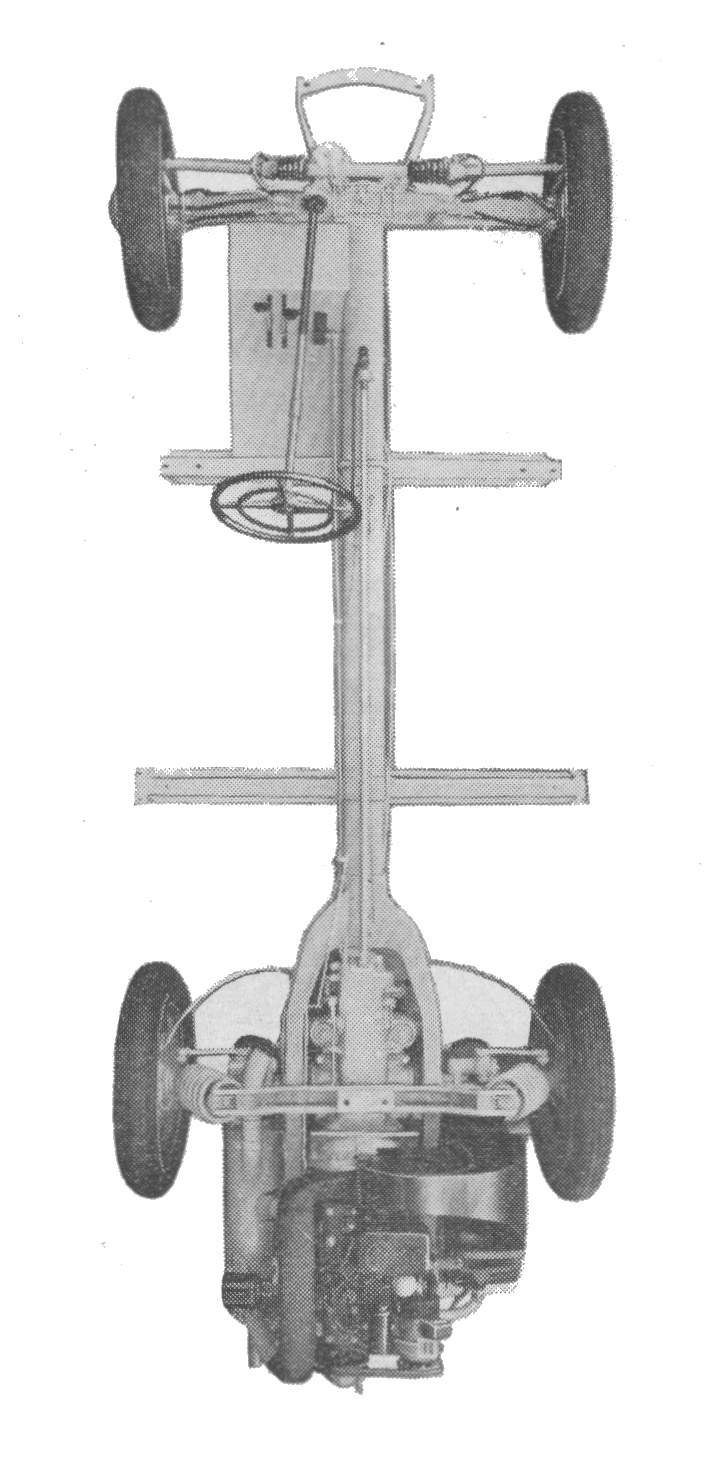
Mercedes-Benz W 23 ohne Karosserie

Der Mercedes-Benz W 23 (Verkaufsbezeichnung: Mercedes-Benz 130) ist der erste in Serie gebaute Mercedes-Benz-Heckmotorwagen. Er wurde von 1934 bis 1936 hergestellt.

## Geschichte
Der Wagen wurde im Februar 1934 auf der Internationalen Automobil- und Motorradausstellung (IAMA) in Berlin vorgestellt. Wegen geringen Verkaufserfolges wurde das Modell 1936 wieder eingestellt. Ein Grund dafür war die extreme Hecklastigkeit; 65 % des Fahrzeuggewichtes lagen auf der Hinterachse. Als Nachfolger kann der Mercedes-Benz W 28 170 H (für Heck) mit größerem Motor, längerem Radstand, größerer Gesamtlänge und anderer Gewichtsverteilung gelten.

## Motor und Getriebe
Der Mercedes-Benz 130 wurde von einem seitengesteuerten Vierzylinder-Reihenmotor angetrieben, der längs im Heck eingebaut war. Mit 1308 cm³ Hubraum leistete er 26 PS (19 kW) bei 3000/min. Das Vierganggetriebe mit Schnellgang lag vor der Hinterachse. Er erreichte eine Höchstgeschwindigkeit von 92 km/h.

## Fahrwerk
Hinten war eine Pendelachse mit Schraubenfedern eingebaut. Die Vorderräder hingen achslos an zwei Querblattfedern (Einzelradaufhängung). Die Lenkung arbeitete mit Ritzel und Zahnstange.

## Karosserieversionen
Die Wagen waren als Tourenwagen (mit Cabrioverdeck und ohne Seitenscheiben), als Limousine, als Cabriolimousine oder als Kübelwagen erhältlich. Die Aufbauten, alle mit zwei hinten angeschlagenen Türen, saßen auf hinten gegabelten Zentralrohrrahmen mit Quertraversen.

## Technische Daten
| Mercedes-Benz 130                            | Mercedes-Benz 130 |
| -------------------------------------------- | --- |
| Baumuster                                    | W 23 |
| Produktionszeitraum                          | 1934–1936 |
| Motor                                        | |
| Arbeitsverfahren                             | Viertakt-Otto |
| Anordnung im Fahrzeug                        | hinten, stehend |
| Motor-Typ / -Baumuster                       | M 23 |
| Zylinderzahl / -anordnung                    | 4 / Reihe |
| Bohrung x Hub                                | 70 × 85 mm |
| Gesamthubraum                                | 1308 cm³ (nach Steuerformel 1299 cm³) |
| Verdichtung                                  | 6,0–6,5 |
| Leistung / bei                               | 26 PS (19 kW) bei 3400/min |
| Ventilanordnung / -anzahl                    | 1 Einlass, 1 Auslass / seitlich stehend |
| Ventilsteuerung                              | 1 seitliche Nockenwelle |
| Nockenwellenantrieb                          | über Stirnräder |
| Gemischbildung                               | 1 Steigstromvergaser Solex 26 BFRV oder 26 FVS |
| Kraftstofftank: Anordnung / Fassungsvermögen | im Heck / 30 l |
| Fahrwerk und Kraftübertragung                | |
| Rahmenausführung                             | Zentralrohrrahmen Gabel im Heck |
| Radaufhängung; vorne                         | je 1 Querfeder oben und unten |
| Radaufhängung; hinten                        | Pendelachse |
| Federung; vorne                              | Querfedern |
| Federung; hinten                             | Schraubenfedern |
| Lenkung                                      | Zahnstangenlenkung |
| Bremsanlage (Fußbremse)                      | hydraulisch, auf Vorder- und Hinterräder wirkend |
| Feststellbremse (Handbremse)                 | mechanisch, auf Hinterräder wirkend |
| Räder                                        | Scheibenräder |
| Felgen                                       | Tiefbettfelge |
| Reifen                                       | 5,00-17 |
| Angetriebene Räder                           | Hinterräder |
| Kraftübertragung                             | Hecktriebblock; Motor hinter der Hinterachse, Getriebe vor der Hinterachse angeordnet |
| Getriebe und Fahrleistungen                  | |
| Getriebe                                     | 3-Gang-Schaltgetriebe mit zusätzlichem Schnellgang |
| Schaltung                                    | Schalthebel Wagenmitte |
| Kupplung                                     | Einscheibentrockenkupplung |
| Getriebeart                                  | Zahnrad-Wechselgetriebe |
| Getriebe-Übersetzung                         | I. 3,70; II. 1,75; III. 1,0; S. 0,66 |
| Achsantriebsübersetzung                      | 6,75 |
| Höchstgeschwindigkeit                        | 92 km/h |
| Kraftstoffverbrauch                          | 10 l |
| Abmessungen und Gewichte                     | |
| Radstand                                     | 2500 mm |
| Spur vorne / hinten                          | 1270 / 1270 mm |
| Länge                                        | 4050 mm |
| Breite                                       | 1520 mm |
| Höhe                                         | 1510 mm |
| Gewicht des Fahrgestells                     | 550 kg |
| Leergewicht (Wagengewicht)                   | 980 kg |
| Zul. Gesamtgewicht                           | 1320 kg |
| Allgemeine Daten                             | |
| Stückzahl                                    | 4298 |
| Preise                                       | 1934: Fahrgestell: 2.800 RM Limousine: 3.425 RM Cabrio-Limousine: 3.625 RM Tourenwagen: 3.900 RM 1935: Fahrgestell: 2.800 RM Limousine: 3.680 RM Cabrio-Limousine: 3.900 RM Tourenwagen: 4.400 RM' 1936: Limousine: 3.200 RM Cabrio-Limousine: 3.350 RM |
| Belege                                       | |